# Saxifrage à feuilles opposées
Saxifraga oppositifolia
Espèce
Classification APG III (2009)

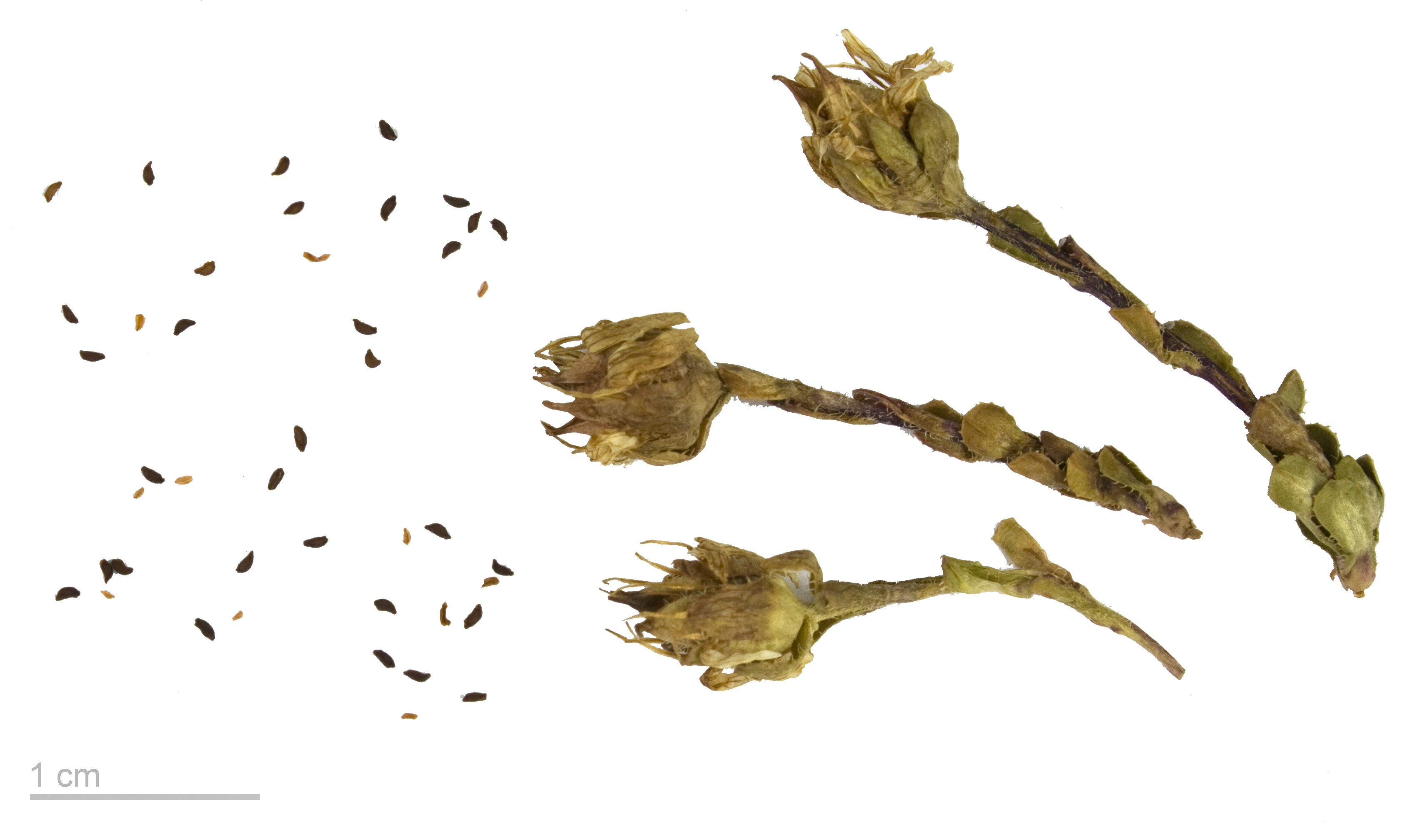
Saxifraga oppositifolia - Muséum de Toulouse.

La Saxifrage à feuilles opposées (Saxifraga oppositifolia) est une espèce de plante herbacée vivace du genre Saxifraga et de la famille des Saxifragacées.

## Description
Les fleurs sont roses ou violacées. Les étamines peuvent être orangées. L'altitude maximale habituellement rencontrée où poussent ces fleurs sous forme de petits coussins, est de 3 800 m. Cependant, en 2011 et en Suisse, un botaniste a fait la découverte insolite d'une Saxifraga oppositifolia à plus de 4 505 m, altitude à laquelle le gel est effectif chaque nuit,. En 2012, en France, cette plante a été rencontrée par des chercheurs à 4 070 m dans le massif des Écrins ; c'est la première fois qu'une plante est découverte à plus de 4 000 m dans les Alpes françaises.
Cette plante avait été découverte en 1878 à 3 700 m d'altitude, parmi trois espèces de plantes, par l'alpiniste Paul Guillemin ; l'existence de plantes à une telle altitude était une révolution dans la connaissance en botanique de cette époque.
Cette plante pousse également sur l'île de Kaffeklubben au nord du Groenland, tout comme le pavot arctique, ce qui en fait les plantes à fleur parmi les plus septentrionales du monde,,.  

## Statut
En France cette espèce est protégée en Auvergne.